# Розовый фламинго (песня)
«Розовый фламинго» — песня Алёны Свиридовой, выпущенная в 1994 году на одноимённом альбоме. Считается одной из самых успешных в творчестве певицы. Клип на песню в 1994 году был признан лучшим по версии BIZ-TV. Новая волна популярности песни пришла в 2021 году с выходом ремейка, созданного российской группой Cream Soda при участии Свиридовой.

## История
Алёна Свиридова рассказывала, что написала текст песни за один присест в поезде Москва — Минск, оттолкнувшись от придуманной ею строчки «Розовый фламинго — дитя заката»; при этом на тот момент она ещё никогда не видела саму птицу вживую. Певица признавалась, что это был лишь символ побега от реальности в идеальный выдуманный мир. Демо-версия песни была записана ею в одиночку под гитару, за ориентир было взято творчество бельгийской группы Vaya Con Dios. В этом виде Свиридова показала песню своему директору Юрию Рипяху и писателю Аркадию Арканову. Аранжировку для студийной версии песни сделал Александр Иванов.
Клип на песню снял Михаил Хлебородов, уже работавший с певицей над её предыдущим клипом на песню «Никто-никогда». Съёмки проходили в павильонах Мосфильма, где были выстроены декорации озера, посреди которого стояла исполнительница песни. Уже после съёмок кадров со Свиридовой Хлебородов решил доснять отдельно в бассейне эпизоды с музыкантами и героями клипа под водой.
Журналист Андрей Шенталь называл основной темой песни «недосягаемое прекрасное далёко».

## Версия группы Cream Soda
30 июля 2021 на YouTube-канале «Чикен Карри» был опубликован очередной клип Cream Soda, спродюсированный как и предыдущие видео группы, Александром Гудковым. Действие клипа разворачивается в антураже Российской империи, героини Алёны Свиридовой и солистки Cream Soda Анны Романовской участвуют в загородной охоте на розового фламинго верхом. Однако оказывается, что фламинго, за которым ведётся охота, — переодетый дворянин (роль исполняет Никита Кукушкин), который таким образом развлекается; после поимки он в разговоре с офицером (роль исполняет Александр Гудков) приказывает волочить себя за каретой, а затем сделать вид, что его подали на стол как дичь. Также в эпизодической роли прогуливающегося по лесу человека снялся Евгений Понасенков. Изначально планировалось показать в клипе соколиную охоту, но в процессе съёмок от птиц было решено отказаться, и в кадре оставили лишь псов и лошадей. Стилистику клипа сравнивали со сценами исторической охоты из фильма «Особенности национальной охоты».
Выход клипа привлёк внимание многих СМИ. За сутки после выхода клип набрал более миллиона просмотров.
Свиридова признавалась, что участники сами обратились к ней с предложением совместно записать новую версию её песни, при этом сперва она не верила в успех предприятия, но в итоге осталась довольна результатом. При этом она снова, как и с клипом на оригинал, не участвовала в креативной части производства, а лишь была актрисой и вокалисткой. Участники группы Cream Soda в интервью Николаю Овчинникову говорили, что идея сделать ремейк на какую-нибудь песню 1990-х принадлежала Никите Кукушкину, который к тому же заранее поставил условием, что будет исполнять главную роль в клипе на выбранную песню. В интерпретации группы розовый фламинго из клипа — изгой и символ самовыражения. Свиридова говорила, что у неё и раньше были намерения создать ремейк на «Розового фламинго» — музыкальный редактор «Вечернего Урганта» Сергей Мудрик предлагал сделать ремейк с рэперами, но никакие переговоры не завершились успехом. Позже именно Мудрик познакомил Свиридову с группой Cream Soda, которую она прежде не слушала.